# Premiile EXCELLENTIA
Premiile EXCELLENTIA sunt unele dintre cele mai prestigioase premii oferite de către o instituție de învățământ din România. Aceste premii sunt acordate atât actualilor studenți și profesori din mediul academic, cât și foștilor absolvenți ai Universității Babeș-Bolyai.
Premiile Excellentia, care are scopul de a exprima recunoștința și aprecierea față de acei studenți și acele cadre didactice universitare care, prin munca și rezultatele lor, dau dovadă de excelență în domeniul academic de activitate.
Gala Excellentia se derulează anual prin premierea studenților, studenților doctoranzi și cadrelor didactice, respectând principiul multiculturalității, care este reflectat în cadrul comunității Universității Babeș-Bolyai. În semn de recunoștință pentru prestația didactică și științifică deosebită, pentru implicarea și dedicarea dovedită în îndeplinirea misiunii de educare și formare a studenților, dorim să acordăm titlul de Profesor Excellentia câte unui cadru didactic universitar din fiecare facultate. De asemenea, pentru eforturile depuse în cercetare, pentru activitatea didactică, dar și pentru implicarea în viața studențească vom acorda titlul de Student Doctorand Excellentia câte unui student doctorand din fiecare școală doctorală. Similar, în semn de recunoaștere a performanței academice deosebite și a pasiunii dovedite pentru domeniul studiat, dorim să acordăm titlul de Student Excellentia câte unui student din cadrul fiecărei facultăți, respectând cele trei linii de studiu din cadrul Universității Babeș-Bolyai.
În ultimii ani, printre cele mai notabile personalități care au fost premiate cu premiile Universității Babeș-Bolyai se numără actrița Miriam Cuibus, nominalizată pentru întreaga sa activitate ca profesor și actriță, actorul Dan Boldea pentru întreaga sa activitate academică, judecătoarea Andreea Chiș pentru activitatea academică și profesională, sau Dreve Roxana-Ema pentru activitatea academică de la Facultatea de Litere.
1. ↑  „Premiile Excellenția 2022! – Facultatea de Știința și Ingineria Mediului”. Accesat în 3 aprilie 2023.
2. ↑  „Ediția a IX-a a Premiilor Excellentia (2022) | Facultatea de Matematică și Informatică”. www.cs.ubbcluj.ro. Accesat în 3 aprilie 2023.
3. ↑  „Premiile Excellentia – CSUBB Cluj-Napoca”. csubb.stud.ubbcluj.ro. Accesat în 3 aprilie 2023.
4. ↑  Cluj, Gazeta de (29 aprilie 2015). „Premiile Excellentia la UBB. Rectorul Ioan Aurel Pop în prezidiu, prorectorul Bolovan premiant”. Ziar Gazeta de Cluj. Accesat în 3 aprilie 2023.
5. ↑  „Premiile EXCELLENTIA - EverybodyWiki Bios & Wiki”. ro.everybodywiki.com. Accesat în 3 aprilie 2023.
6. ↑  „Ludușeanul Dan Boldea nominalizat la premiile „Excellentia" ale Universitații Babeș-Bolyai din Cluj-Napoca - Ludus Online”, Ludus Online, accesat în 3 aprilie 2023
7. ↑  „Profesorii și studenții de la UBB Cluj-Napoca, premiați la Gala Excellentia. Vezi cine sunt - Cluj24.ro”. https://cluj24.ro. Accesat în 3 aprilie 2023. Legătură externa în |publisher= (ajutor)